# Regla Torres

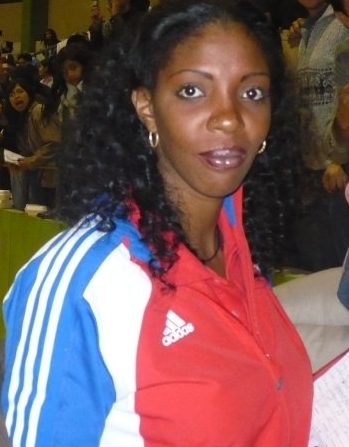
Regla Torres (2009)

Regla Radameris Torres Herrera (* 12. Februar 1975 in Havanna) ist eine ehemalige kubanische Volleyballnationalspielerin.
Regla Torres gewann mit Kuba drei Mal in Folge die Goldmedaille bei den Olympischen Spielen 1992 bis 2000 sowie zweimal Gold bei den Weltmeisterschaften 1994 und 1998. Den Volleyball World Grand Prix gewann sie 1993 und 2000, in den dazwischenliegenden Jahren dreimal Silber und zweimal Bronze. Bei den Panamerikanischen Spielen gewann sie 1991 und 1995 jeweils Gold, 1999 Silber. Darüber hinaus erhielt sie bei mehreren internationalen Wettbewerben individuelle Ehrungen als beste Angreiferin, Blockerin und wertvollste Spielerin (MVP – unter anderem bei der WM 1994). 1992 war sie mit 17 Jahren die jüngste Volleyballerin, die jemals eine olympische Goldmedaille gewann.
Regla Torres wurde sie im Jahr 2000 vom Volleyball-Weltverband FIVB als beste Spielerin des 20. Jahrhunderts ausgezeichnet. 2001 wurde sie in die „Volleyball Hall of Fame“ aufgenommen.
Torres ist 1,91 m groß und spielte im Mittelblock sowie gelegentlich Diagonal. Ihre Abschlaghöhe reichte an die 3,30 m.
Mit Genehmigung des kubanischen Sportverbandes INDER konnte sie von 1997 bis 2000 (Modena, Perugia) sowie erneut 2005/2006 (Padua) als professionelle Sportlerin in Italien spielen, während dies kubanischen Sportlern anderer Disziplinen (z. B. Baseball und Boxen) kategorisch verboten war.
Nach den olympischen Spielen 2000 machten Torres Knieprobleme zu schaffen. So musste sie bei vielen internationalen Wettbewerben passen, spielte allerdings zuletzt noch unter anderem in der italienischen Liga 2005/06 in Padua, wo sie die Saison trotz sehr guter Statistiken im Januar 2006 vorzeitig beendete.
Nach Beendigung ihrer aktiven Laufbahn kehrte sie nach Kuba zurück, wo sie seitdem als Trainerin der Provinzauswahl der Hauptstadt sowie als Assistenztrainerin der Nationalmannschaft tätig ist. Außerdem kam sie während Spielen der Volleyball-Weltliga als Kommentatorin für den kubanischen Hörfunk zum Einsatz.